# Roller Coaster Tycoon
RollerCoaster Tycoon este un joc strategic de simulare al managementului al unui parc de distracții.
Jucătorul devine manager al parcului și trebuie să controleze toate lucrurile de exemplu, plata funcționarilor sau nivelul de satisfacție al vizitatorilor. Roller Coaster Tycoon a fost lansat prima oară pe 31 martie 1999, la Statele Unite.
```
Dezvoltarea: Hasbro Interactive 
Platforma: PC (Microsoft) 
Data lansării: 31 de Março de 1999 
Gen: Simulare și Management
Serie:  
Moduri de joc: Single Player 
Numărul de jucători: 1
Clasificarea: Free
Media: CD 
Cerințe minime: Intel Pentium 90 MHz CPU, 16MB RAM, 55MB Hard disk, 1MB GPU 
Controale: Mouse, Keyboard
```